# No Such Thing (John Mayer)
No Such Thing è un singolo del cantautore statunitense John Mayer, pubblicato il 15 aprile 2002 come primo estratto dal primo album in studio Room for Squares.

## Video musicale
Il video musicale è stato girato all'interno di un teatro dove Mayer si esibisce in concerto.

## Successo commerciale
Il singolo ebbe successo in tutto in mondo e scalò soprattutto le classifiche statunitensi, inglesi, australiane e neozelandesi.